# Majda Benarbia
Majda Benarbia (en arabe : ماجدة بنعربية) est une femme politique marocaine.
Elle obtient son master en marchés financiers participatifs sur le « Traitement fiscal des produits de la finance participative au Maroc » à l'Université Sidi Mohamed Ben Abdellah de Fès,.
Fonctionnaire à la direction régionale des impôts, Majida Benarbia a rejoint le conseil régional Fès-Meknès dont elle est la 4ème vice-présidente, chargée du dossier de l’environnement, du commerce et de l’économie sociale et solidaire.
Elle a été élue députée dans la liste nationale, lors des élections législatives marocaines de 2016 avec le Parti de la justice et du développement. Elle fait partie du groupe parlementaire du même parti, et siège à la Commission des finances et du développement économique.